# 比基哈科拉
比基哈科拉（Bikihakola），是印度西孟加拉邦Haora县的一个城镇。总人口11901（2001年）。

## 人口
该地2001年总人口11901人，其中男性6194人，女性5707人；0—6岁人口1681人，其中男865人，女816人；识字率65.88%，其中男性为72.01%，女性为59.23%。